# St. Peter (Manching)

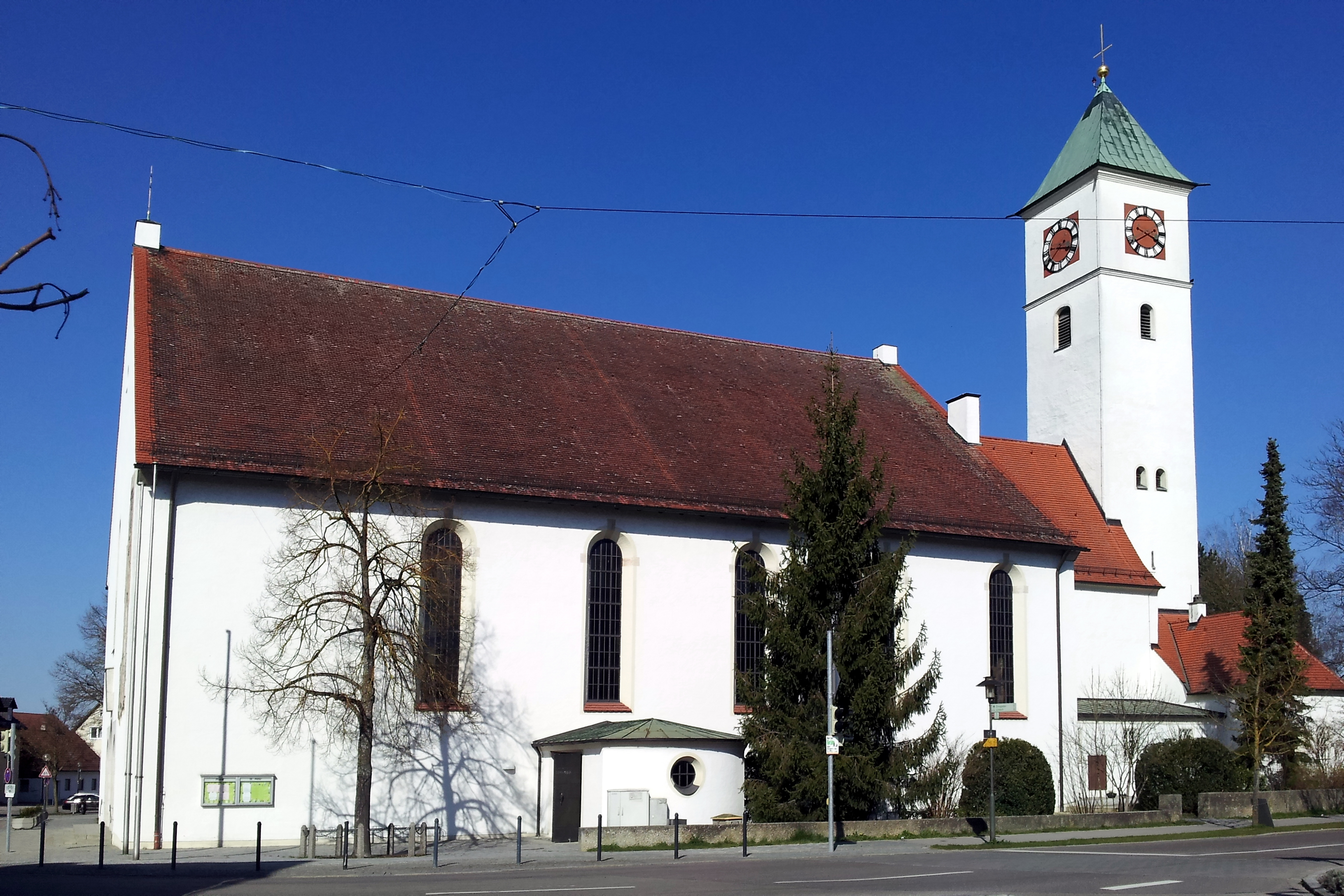
St. Peter in Manching

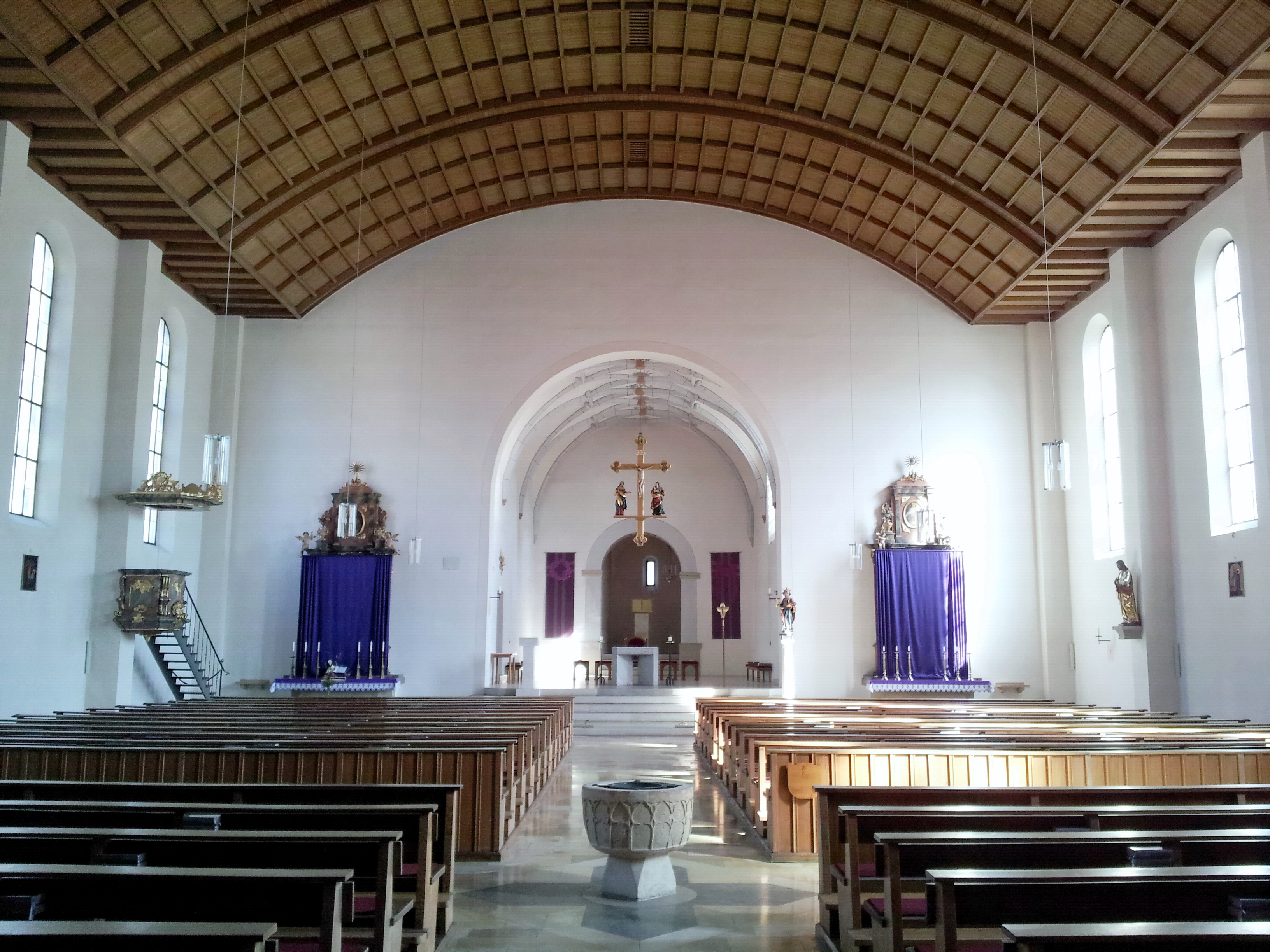
Innenansicht

Die römisch-katholische Pfarrkirche St. Peter steht in Manching, einer Gemeinde im oberbayerischen Landkreis Pfaffenhofen an der Ilm. Das Bauwerk ist in der Liste der Baudenkmäler in Manching als Baudenkmal unter der Nr. D-1-86-137-1 eingetragen. Die Kirche gehört zum Dekanat Pfaffenhofen im Bistum Augsburg.

## Beschreibung
Die spätromanische Saalkirche bestand aus dem Langhaus und dem Chorturm im Osten. Um 1510 erfolgte die spätgotische Erhöhung und Einwölbung des Kirchenschiffs. Daran wurde 1956/57 nach Westen ein neues Langhaus angefügt. Im Zuge dieses Langhausneubaus erhielt der Turm eine Erhöhung um vier auf 38 Meter für die Turmuhr und sein abschließendes Pyramidendach.
Das im Inneren von einem Netzgewölbe auf Konsolen abgeschlossene spätromanische Langhaus dient seit der Kirchenerweiterung Chor. Das neue Langhaus ist innen mit einer gewölbten Holzdecke überspannt. Der spätromanische Chor im Erdgeschoss des Chorturms zeigt eine bei den Bauarbeiten 1956 entdeckte Darstellung des Gleichnisses von den klugen und törichten Jungfrauen.

## Orgel

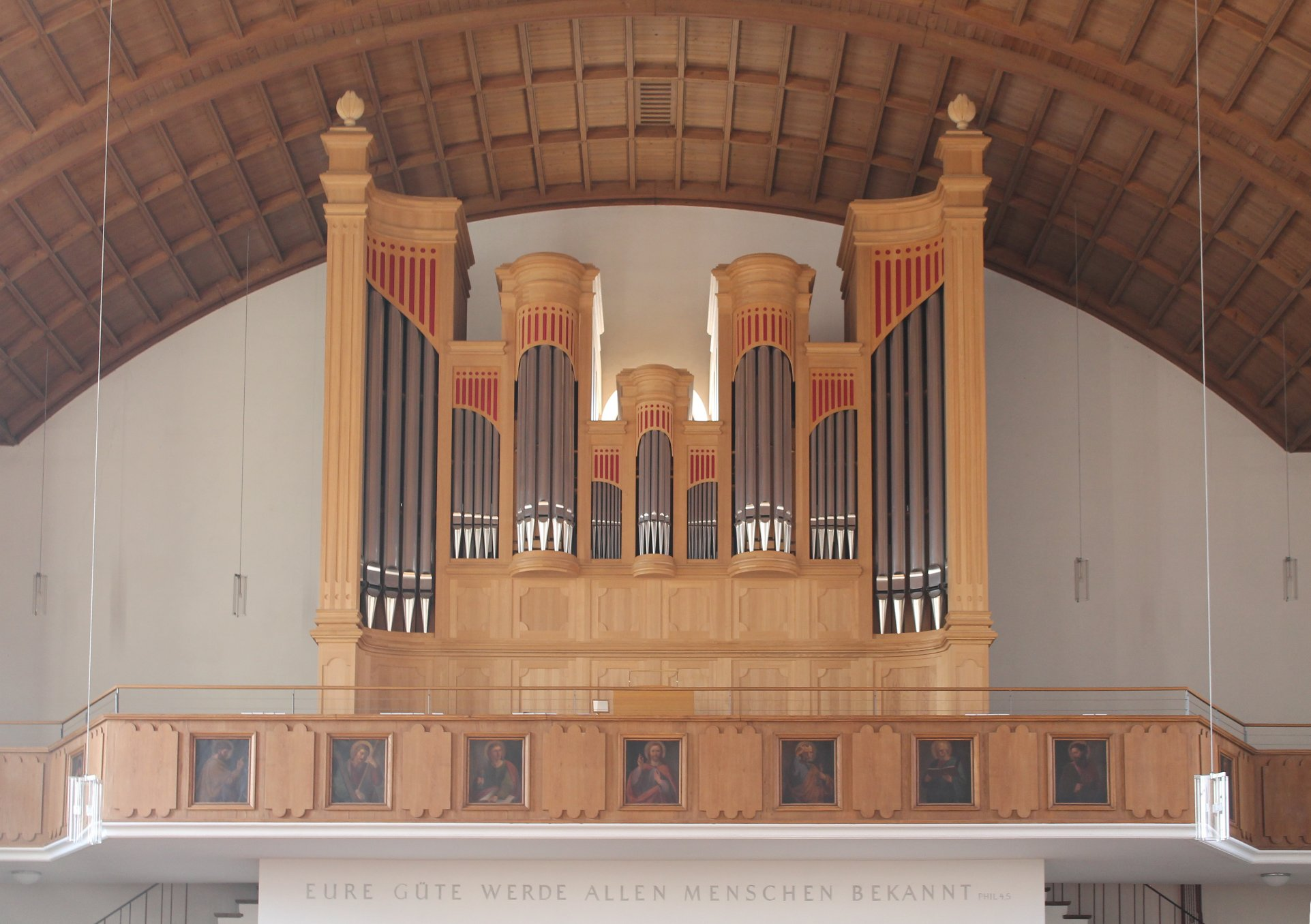
Die ter Haseborg-Orgel

Die Orgel mit 33 Registern auf zwei Manualen und Pedal 
wurde 2002 von Martin ter Haseborg als op. 16 gebaut.
Die Disposition lautet:
| Hauptwerk C–g3    |       |
| Bordun            | 16′   |
| Principal         | 8′    |
| Rohrflöte         | 8′    |
| Cornett V (ab g°) | 8′    |
| Gamba             | 8′    |
| Octav             | 4′    |
| Doppelflöte       | 4′    |
| Quinte            | 3′    |
| Octav             | 2′    |
| Mixtur V          | 1 ⁄2′ |
| Trompete          | 8′    |
| Tremulant         |       |

| Schwellwerk C–g3  |        |
| Salicettbass      | 16′    |
| Geigenprincipal   | 8′     |
| Traversflöte      | 8′     |
| Salicional        | 8′     |
| Vox Coelestis     | 8′     |
| Fugara            | 4′     |
| Blockflöte        | 4′     |
| Nasard            | 2 ⁄3′  |
| Nachthorn         | 2′     |
| Terz              | 1 3⁄5′ |
| Harmonica aeth. V | 2′     |
| Basson            | 16′    |
| Oboe              | 8′     |
| Trompett harm.    | 8′     |
| Tremulant         |        |

| Pedal C–f1    |         |
| Principalbass | 16′     |
| Subbass       | 16′     |
| Quintbass     | 10 2⁄3′ |
| Violonbass    | 8′      |
| Gedacktbass   | 8′      |
| Oktavenbass   | 4′      |
| Posaunenbass  | 16′     |
| Trompetenbass | 8′      |